# Вязьмены
Вязьмены — деревня в Велижском районе Смоленской области России. Входит в состав Крутовского сельского поселения. Население — 91 житель (2021 год). 
Расположена в северо-западной части области в 16 км к юго-востоку от Велижа, в 1,5 км западнее автодороги Р133 Смоленск — Невель. В 60 км южнее деревни расположена железнодорожная станция Голынки на линии Смоленск — Витебск.

## История
В годы Великой Отечественной войны деревня была оккупирована гитлеровскими войсками в июле 1941 года, освобождена в сентябре 1943 года.